# Diplophyllum acutilobum
Diplophyllum acutilobum är en bladmossart som beskrevs av Franz Stephani. Diplophyllum acutilobum ingår i släktet veckmossor, och familjen Scapaniaceae. Inga underarter finns listade i Catalogue of Life.